# アダムズ郡 (ワシントン州)
アダムズ郡（Adams County）は、アメリカ合衆国ワシントン州にある郡。人口は16,428人（2000年）。2代目アメリカ合衆国大統領、ジョン・アダムズから、名前が付けられている。郡庁所在地は、 リッツビルである。

## 地理
アメリカ合衆国統計局によると、この郡は総面積4,998 km2 (1,930 mi2) である。このうち4,986 km2 (1,925 mi2) が陸地で12 km2 (5 mi2) が水域である。総面積の0.25%が水域となっている。

### 隣接する郡
- リンカーン郡 北東
- ウィットマン郡 南東
- フランクリン郡 南
- グラント郡 北西

## 人口動静
2000年国勢調査で、この都市は人口16,428人、5,229世帯、及び4,094家族が暮らしている。人口密度は3/km2 (8/mi2) である。1/km2 (3/mi2) の平均的な密度に5,773軒の住宅が建っている。この郡の人種的な構成は白人64.96%、アフリカン・アメリカン0.28%、ネイティブ・アメリカン0.68%、アジア0.60%、太平洋諸島系0.04%、その他の人種30.69%、及び混血2.75%である。人口の47.07%はヒスパニック及びラテン系である。
5,229世帯のうち、44.00%が18歳未満の子供と一緒に生活しており、63.50%は夫婦で生活している。10.10%は未婚の女性が世帯主であり、21.70%は家族以外の住人と同居している。18.70%は独身の居住者が住んでおり、7.70%は65歳以上で独居である。1世帯の平均人数は3.09人であり、家庭の場合は、3.52人である。
人口の34.20%が18歳未満で、9.80%が18歳から24歳、26.30%が25歳から44歳、19.40%が45歳から64歳、10.40%が65歳以上である。平均年齢は30歳である。女性100人に対し、104.50人が男性である。18歳以上の女性100人に対し、102.10人が18歳以上の男性である。
この郡の世帯ごとの平均的な収入は33,888 USドルであり、家族ごとの平均的な収入は37,075 USドルである。男性は28,740 USドルに対して女性は21,597 USドルの平均的な収入がある。この郡の一人当たりの収入 (per capita income) は13,534 USドルである。人口の18.20%及び家族の13.60%は貧困線以下である。全人口のうち18歳未満の24.00%及び65歳以上の8.90%は貧困線以下の生活を送っている。

## 市町村
- リッツビル（郡庁所在地）
- ハットン (Hatton)
- リンド (Lind)
- オセロ (Othello)
- ウォッシュタクナ (Washtucna)